# Możdżanów
Możdżanów (deutsch Modzenowe) ist eine Ortschaft mit einem Schulzenamt der Landgemeinde Sośnie im Powiat Ostrowski der Woiwodschaft Großpolen in Polen.

## Geschichte

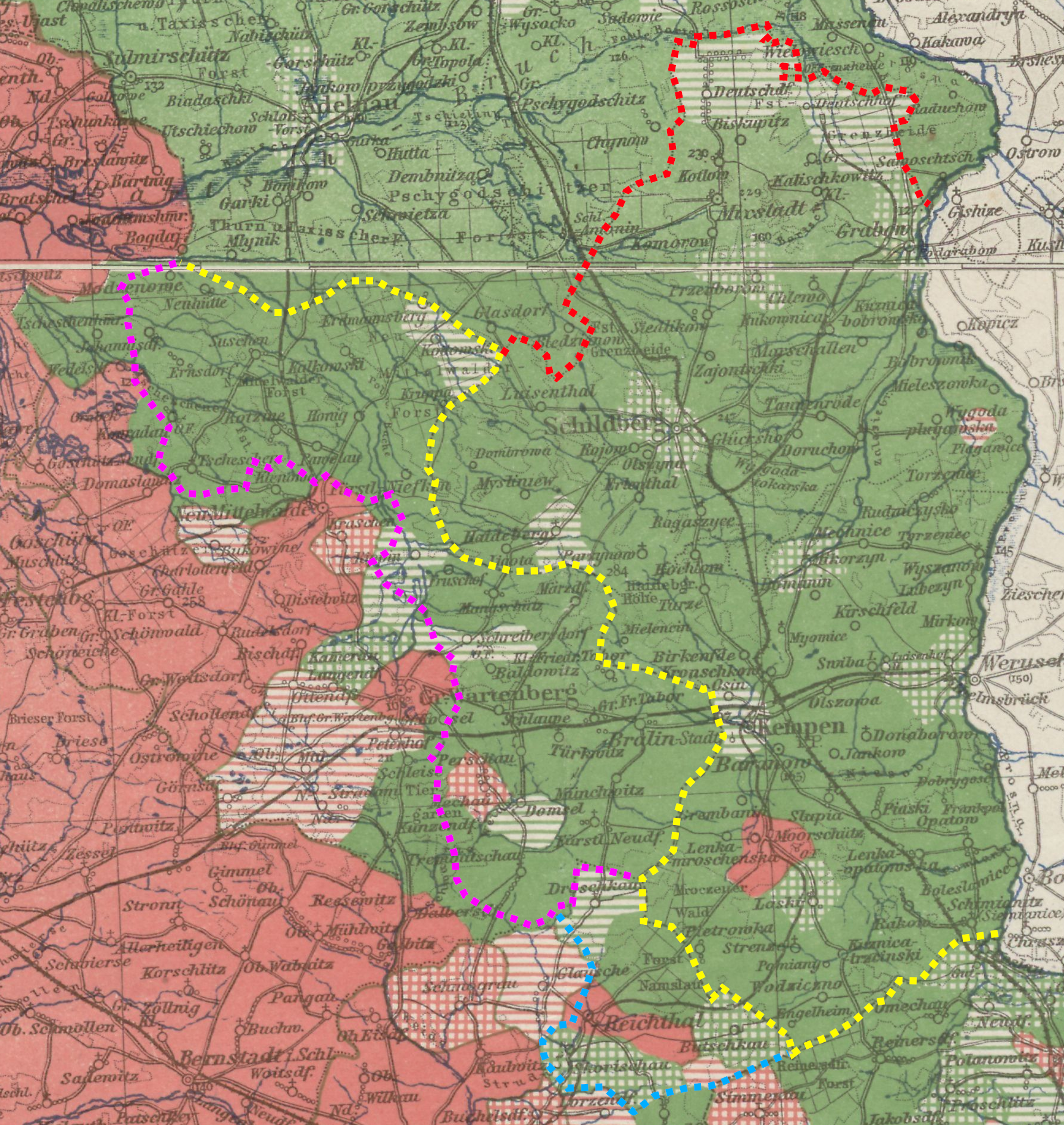
Sprachkarte aus dem Jahr 1910: Gelbe gestrichelte Linie: schlesisch-großpolnische Grenze, rosarote gestrichelte Linie: neue Grenze aus dem Jahr 1920

Der Ort in den Medziborer (etwa „zwischen Wäldern“) Gütern am nordöstlichen Rande Niederschlesiens im bewaldeten Grenzbereich zu Großpolen wurde im Jahr 1739 erstmals erwähnt.
Modzenowe gehörte von 1818 bis 1920 dem schlesischen Landkreis Groß Wartenberg an. 1890–1902 wurde ein Jagdhof von Karol Neumann gebaut.
Mit dem überwiegend polnischsprachigen Ostteil des Landkreises wurde Możdżanów zum 10. Januar 1920 infolge des Versailler Vertrags vom Deutschen Reich an das wiedergegründete Polen abgetreten. Seitdem ist Możdżanów mit der Woiwodschaft Posen bzw. Großpolen verbunden, zunächst im Powiat Odolanowski, ab 1932 im Powiat Ostrowski.
Im Jahr 1921 gab es im Ortsteil Możdżanów der Gemeinde Szklarka im Powiat Odolanów 23 Häuser mit 129 Einwohnern, 104 Evangelische hielten sich für deutscher und 25 Römisch-Katholiken für polnischer Nationalität. Im Vorwerk und im Sägewerk gab es dagegen 3 Häuser mit 15 polnischen Römisch-Katholiken und 2 Evangelischen.
Beim Überfall auf Polen 1939 wurde das Gebiet von den Deutschen besetzt und dem Landkreis Ostrowo im Reichsgau Wartheland zugeordnet. Nach dem Krieg verließ die Mehrheit der evangelischen Dorfbevölkerung den Ort.
Von 1975 bis 1998 gehörte Możdżanów zur Woiwodschaft Kalisz.

## Persönlichkeiten
- Sancja Szymkowiak (1910– 1942), römisch-katholische Ordensfrau und Selige der Kongregation der Töchter der Schmerzensreichen Muttergottes